# Meryeta O’Dine
Meryeta Odine (ur. 24 lutego 1997 w Prince George) – kanadyjska snowboardzistka specjalizująca się w snowcrossie.

## Kariera
Po raz pierwszy na arenie międzynarodowej pojawiła się 26 stycznia 2013 roku w Big White, gdzie w zawodach FIS Race w snowcrossie zajęła czwarte miejsce. W 2015 roku wystartowała na mistrzostwach świata juniorów w Yabuli, zajmując dziesiąte miejsce. Jeszcze dwukrotnie startowała na imprezach tego cyklu, najlepszy wynik osiągając podczas mistrzostw świata juniorów w Rogli w 2016 roku, gdzie była czwarta. W zawodach Pucharu Świata zadebiutowała 21 marca 2015 roku w La Molinie, zajmując szesnaste miejsce. Tym samym już w swoim debiucie wywalczyła pierwsze pucharowe punkty. Pierwszy raz na podium zawodów tego cyklu stanęła 11 lutego 2017 roku w Feldbergu, kończąc rywalizację na trzeciej pozycji. W zawodach tych wyprzedziły ją jedynie Włoszka Michela Moioli i Belle Brockhoff z Australii. Najlepsze wyniki w osiągnęła w sezonie 2015/2016, kiedy to zwyciężyła w klasyfikacji końcowej snowcrossu. Ponadto w sezonie 2016/2017 była dwunasta w klasyfikacji generalnej. W 2017 roku wystartowała na mistrzostwach świata w Sierra Nevada, ale nie ukończyła zawodów. Z kolei na mistrzostwach świata w Solitude w 2019 roku uplasowała się na 12. pozycji.

## Osiągnięcia

### Igrzyska olimpijskie
| Miejsce | Dzień     | Rok  | Miejscowość | Konkurencja              | Zwyciężczyni       |
| ------- | --------- | ---- | ----------- | ------------------------ | ------------------ |
| DNS     | 16 lutego | 2018 | Pjongczang  | Snowcross                | Michela Moioli     |
| 3.      | 9 lutego  | 2022 | Pekin       | Snowcross                | Lindsey Jacobellis |
| 3.      | 12 lutego | 2022 | Pekin       | Snowboardcross drużynowy | Stany Zjednoczone  |

### Mistrzostwa świata
| Miejsce | Dzień     | Rok  | Miejscowość   | Konkurencja              | Zwyciężczyni       |
| ------- | --------- | ---- | ------------- | ------------------------ | ------------------ |
| DNF     | 12 marca  | 2017 | Sierra Nevada | Snowboardcross           | Lindsey Jacobellis |
| 12.     | 1 lutego  | 2019 | Solitude      | Snowboardcross           | Eva Samková        |
| 10.     | 3 lutego  | 2019 | Solitude      | Snowboardcross drużynowy | Stany Zjednoczone  |
| 14.     | 11 lutego | 2021 | Idre Fjäll    | Snowcross                | Charlotte Bankes   |
| 13.     | 12 lutego | 2021 | Idre Fjäll    | Snowcross drużynowy      | Australia          |

### Puchar Świata

#### Miejsca w klasyfikacji generalnej snowcrossu
- sezon 2014/2015: 23.
- sezon 2015/2016: 21.
- sezon 2016/2017: 12.
- sezon 2017/2018: 11.
- sezon 2018/2019: 14.
- sezon 2019/2020: 15.
- sezon 2020/2021: 21.
- sezon 2021/2022: 13.

#### Miejsca na podium w zawodach
1. Feldberg – 11 lutego 2017 (snowcross) - 3. miejsce